# Таємниці Ґравіті Фолз (2-й сезон)
Другий та фінальний сезон американського анімаційного телесеріалу «Таємниці Ґравіті Фолз» каналу Disney Channel, створеного Алексом Гіршем; транслювався з 1 серпня 2014 по 15 лютого 2015 року. 

## Розробка

### Сюжет
Другий сезон продовжується з того місця, де закінчився перший сезон. Перші 12 серій зосереджені на Діппер, Мейбл, Суз і Венді, які намагаються з'ясувати особу автора щоденників, тоді як Стен Пайнс продовжує працювати над управлінням таємничим порталом під Таємничою халупою. Останні вісім епізодів зосереджені на тому, як банда намагається зупинити Білла Сайфера, демона сновидінь з безмежною владою, який хоче захопити світ за допомогою дивацтв, а Д. К. Сіммонс приєднався до основного акторського складу в ролі Форда Пайнса.

### Виробництво
29 липня 2013 року шоу було продовжено на другий сезон. 16 лютого 2014 року було оголошено, що навесні 2014 року "Гравіті Фоллз" перейде з каналу Disney на Disney XD, і що другий сезон буде показаний на цьому каналі. 4 березня 2014 року Алекс Гірш оголосив у своєму Twitter-акаунті, що прем'єра другого сезону відбудеться влітку 2014 року. 14 червня 2014 року було підтверджено, що прем'єра другого сезону відбудеться 1 серпня 2014 року на каналі Disney Channel і 4 серпня 2014 року на Disney XD. Того ж дня було оголошено, що 2 сезон транслюватиметься як на Disney XD, так і на Disney Channel. Однак більшість нових епізодів буде показано на Disney XD раніше, ніж на Disney Channel. Було оголошено, що другий сезон складатиметься з 20-22 епізодів.
20 листопада 2015 року творець шоу Алекс Гірш оголосив, що другий сезон буде останнім і що це було його рішення закінчити шоу, а не рішення телеканалу.